# 복막염
복막염(腹膜炎, 영어: peritonitis)은 복막의 염증을 말한다. 국소적 또는 전신적 복막, 복부 내벽의 내벽 및 복부 기관 덮개의 염증이다. 증상으로는 심한 통증, 복부 부기, 발열 또는 체중 감소가 포함될 수 있다. 복부 한 부분 또는 전체가 압통을 느낄 수 있다. 합병증으로는 쇼크와 급성 호흡 곤란 증후군이 포함될 수 있다.
원인으로는 장 천공, 췌장염, 골반 염증성 질환, 위궤양, 간경변, 맹장 파열, 심지어 천공된 담낭 등이 있다. 위험 요인으로는 복수(복부 내 체액의 비정상적 축적)와 복막 투석이 있다. 진단은 일반적으로 검사, 혈액 검사, 의료 영상을 기반으로 이루어진다.
치료에는 대개 항생제, 정맥 수액, 진통제, 수술이 포함된다. 다른 조치로는 비위관이나 수혈이 포함될 수 있다. 치료를 받지 않으면 며칠 내에 사망할 수 있다. 입원한 간경변증 환자의 약 20%가 복막염을 앓고 있다.

## 원인
급성 복막염은 위, 대장, 맹장, 담낭, 췌장염 등의 염증, 천공 등으로 복막이 세균에 감염된다. 만성 복막염은 결핵으로 인한 경우가 많다.

## 진단
복막염의 진단은 주로 위에서 설명한 임상 증상을 토대로 이루어진다. 강직(복부 근육의 비자발적 수축)은 복막염 진단을 위한 가장 구체적인 검사 소견이다. 국소 복막염이 발견되면 추가 정밀 검사를 실시해야 한다. 미만성 복막염이 발견되면 긴급한 수술 상담이 필요하며, 추가 조사 없이 수술을 해야 할 수도 있다. 백혈구증가증, 저칼륨혈증, 고나트륨혈증, 산증 등이 나타날 수 있으나 특별한 소견은 아니다. 복부 X-레이는 팽창된 부종성 장을 드러낼 수 있지만, 이러한 X-레이는 주로 위장 천공의 지표인 기복막을 찾는 데 유용한다. 전복부초음파검사의 역할은 현재 연구 중이며 앞으로 확대될 가능성이 높다. 컴퓨터 단층촬영(CT 또는 CAT 스캐닝)은 복통의 원인을 감별하는 데 유용할 수 있다. 여전히 합리적인 의심이 지속되면 탐색적 복막 세척이나 복강경 검사를 시행할 수 있다. 복수가 있는 사람의 경우 복막염 진단은 천자(복부 천자)를 통해 이루어진다. μL당 250개 이상의 다형핵 세포가 진단적인 것으로 간주된다. 또한, 그람 염색은 거의 항상 음성인 반면, 복막액 배양을 통해 원인이 되는 미생물을 확인하고 항균제에 대한 민감성을 확인할 수 있다.

## 같이 보기
- 고양이 복막염
- 충수염
- 담낭염
- 패혈증